# 湾岸ミッドナイト MAXIMUM TUNE
『湾岸ミッドナイト MAXIMUM TUNE』（わんがんミッドナイト マキシマムチューン）とは、ナムコのアーケード部門（現:バンダイナムコアミューズメント）より2004年7月6日に稼働されたアーケードレースゲーム。楠みちはる氏原作の漫画『湾岸ミッドナイト』を題材としたアーケードレースゲームの3作目で、湾岸ミッドナイト MAXIMUM TUNEシリーズの第1作目にあたる。
筐体のサポートは、部品調達難に伴い、2015年7月以降順次終了することが発表された。

## ゲーム概要
MAXIMUM TUNEは全3モード（ストーリー・タイムアタック・乱入対戦モード）からなり、車両は全6メーカー19種類が登場する。隠し車両として3種類登場する（登場車両欄参照）。
ストーリーモード
全20話からなり原作のキャラクターを相手にして対戦するモード。また、このモードのみチューニングが可能（他モードは不可能）。1周目は600馬力までチューンし、2周、3周目をクリアして最大800馬力になる。また、基本的に1対1となるが、場合によっては2人に対戦相手が増える場合もある。また、3周目の中級の10話目には、R200CLUBを扮する『PAC765CLUB』が、超上級の20話目には、パックマンとアカベエが登場する。なお、2周目以降はプレイ時にBGMが選択可能。
タイムアタックモード
コースは、首都高C1の内回り･外回りと、新環状左回り・右回りに加え、プレイ料金追加により全区間を走れる「首都高一周」が選択可能になる。なお、首都高一周の走行中に乱入されると追加したプレイ料金は戻らないので注意。また、マイカーの他にスペシャルチューニングされたスペシャルマシン（SPマシン）も選択が可能であり、「悪魔のZ」･「レイナ仕様GT-R」･「ブラックバード」が、選択できる。なお、マイカーをチューニングしていなくても最大800馬力の状態である。また、マイカーとSPマシンのタイムは個別で記録される。（ゲーム開始時のステータス画面で閲覧可能。）なお、SPマシンのセッティングはできず、バランスの取れた「悪魔のZ」･ハンドリング重視の「レイナGT-R」･最高速重視の「ブラックバード」という取り合わせになっている。なお、スペシャルマシン使用時は乱入できない（赤ボタンを押しても乱入不可のままで切り替わらない）。
乱入対戦モード
対戦は最大2人となり、片方がプレイ中の場合、乱入歓迎の状態（プレイ開始時に乱入拒否or乱入歓迎を選択するか、走行画面で筐体の赤ボタンで切り替え）で、もう片方がプレイ開始時に｢乱入する｣を選択したら対戦モードになる。なお、乱入した側は走行時間帯及びBGMを選択し、された側はコースを選択する。また、ハンデが自動的に適用され、お互いの馬力が大幅に違っても同じ馬力になるように追加される（例:1Pが800馬力の状態でチューニング完了済の場合は+50馬力。2Pは最高760馬力状態でチューニング未完了の場合は+90馬力。お互いに完了している場合はお互いに+50馬力）ただし、対戦開始時のコース名表示時点でブレーキを踏むと馬力ハンデ無しの状態になり、お互いのブレーキを踏むと真剣勝負（両者とも馬力ハンデ・ラバーバンド無しの状態）になり、レース開始時に「真剣勝負！」とテロップが現れる。対戦に勝利したら撃墜星（対戦での総勝利数を表す星印）が獲得でき総走行距離が加算され、通常プレイ状態に戻る。負けた側は、走行距離が加算されるだけでコンティニューしない場合は、ゲームオーバーとなる。通常では追加料金でタイムアタックにしかプレイできない「首都高一周」のコースが、店舗によっては選択可能な場合もある。しかし、1周するのに10分以上時間を要するため選択不可の店舗が多い。出現させるには、筐体設定で設定（料金設定など、店関係者のみが設定する画面）する必要があり、この場合は追加料金は不要である。

## 登場車両
上記しているように、Maximam Tuneには全6メーカー19車種＋隠し車両3車種が登録されている。ここでは隠し車両については明記しない。
GEMBALLA
- 3.8rs
- rsr

mazda

## 余談
- 開発時の仮題に使用していた『MAXI BOOST』は商標登録され[4]、後年、開発・発売された『機動戦士ガンダム エクストリームバーサス マキシブースト』『機動戦士ガンダム エクストリームバーサス マキシブースト ON』に流用された。